# Ko Jeong-woon
Ko Jeong-woon (ur. 27 czerwca 1966 w Wanju) – były południowokoreański piłkarz występujący na pozycji pomocnika.

## Kariera klubowa
Ko karierę rozpoczynał w 1986 roku w drużynie z Konkuk University. W 1989 roku trafił do klubu Ilhwa Chunma. W 1992 roku wywalczył z nim wicemistrzostwo Korei Południowej. W 1993, 1994 oraz w 1995 roku zdobywał z zespołem mistrzostwo Korei Południowej. W 1996 roku drużyna Ilhwa Chunma zmieniła nazwę na Ch'ŏnan Ilhwa Chunma. W tym samym roku Ko wygrał z klubem Azjatycką Ligę Mistrzów oraz Superpuchar Azji.
W 1997 roku odszedł do japońskiego Cerezo Osaka. Spędził tam cały sezon 1997. W 1998 roku powrócił do Korei Południowej, gdzie został graczem drużyny Pohang Steelers. W tym samym roku wygrał z nią rozgrywki Azjatyckiej Ligi Mistrzów. W 2001 roku zakończył karierę.

## Kariera reprezentacyjna
W reprezentacji Korei Południowej Ko zadebiutował w 1989 roku. W 1994 roku został powołany do kadry na Mistrzostwa Świata. Zagrał na nich we wszystkich meczach swojej drużyny, z Hiszpanią (2:2), Boliwią (0:0) oraz Niemcami (2:3). Z tamtego turnieju Korea Południowa odpadła po fazie grupowej.
W 1996 roku Ko znalazł się w kadrze na Puchar Azji. Wystąpił na nim w pojedynkach ze Zjednoczonymi Emiratami Arabskimi (1:1), Indonezją (4:2), Kuwejtem (2:0) oraz Iranem (2:6). Tamten turniej Korea Południowa zakończyła na ćwierćfinale. W latach 1989–1997 w drużynie narodowej Ko rozegrał w sumie 76 spotkań i zdobył 10 bramek.